# Yalaha
Yalaha est une census-designated place située dans le comté de Lake, dans l’État de Floride, aux États-Unis. Sa population s’élevait à 1 364 habitants lors du recensement de 2010.
Yalaha fait partie de l’agglomération d’Orlando-Kissimmee.

## Démographie
| 2000  | 2010  | - | - | - | - |
| ----- | ----- | - | - | - | - |
| 1 175 | 1 364 | - | - | - | - |

## Source
- (en) Cet article est partiellement ou en totalité issu de l’article de Wikipédia en anglais intitulé « Yalaha, Florida » (voir la liste des auteurs).